# ستيفن بولوك (سياسي)
ستيفن بولوك (بالإنجليزية: Stephen Bullock)‏ هو محامي وقاضي وسياسي أمريكي، ولد في 10 أكتوبر 1735 في الولايات المتحدة، وتوفي بنفس المكان في 2 فبراير 1816. حزبياً، نشط في الحزب الفيدرالي الأمريكي. وقد انتخب عضو مجلس نواب ماساتشوستس وانتخب عضو مجلس النواب الأمريكي.